# Moustapha Abdel Jalil
Moustapha Abdel Jalil (en arabe : مصطفى عبد الجليل), aussi écrit Mustafa Abdul Jalil, Mostafa Aboud al-Djeleil, ou encore Mustapha Abdel Jalil, né en 1952 à El-Beïda, est un homme d'État libyen.
Il est ministre (officiellement « secrétaire du Comité populaire général ») de la Justice de la Jamahiriya arabe libyenne de janvier 2007 à février 2011. Au début de la guerre civile libyenne de 2011, il est désigné président du Conseil national de transition (CNT), progressivement reconnu sur le plan international comme représentant légitime du peuple libyen. Lors de la chute de Mouammar Kadhafi, il devient le chef de l'État de facto de la Libye durant la période de transition politique devant conduire à la promulgation d'une nouvelle constitution.

## Biographie

### Carrière professionnelle
En 1975, après avoir étudié le droit et la charia à l'Université de Libye à Benghazi, Abdel Jalil commence sa carrière en tant qu'assistant du secrétaire du Ministère Public d'El Beïda. Il est nommé juge en 1978.
En tant que président de la cour d'appel de Tripoli, il a confirmé par deux fois la peine de mort des infirmières bulgares.

### Ministre sous Kadhafi
En 2007, sous l'impulsion de Saïf al-Islam Kadhafi, qui cherche à développer une image plus moderne et plus présentable du pays, Abdel Jalil est nommé ministre de la Justice de la Jamahiriya arabe libyenne. En août 2010, une représentante de Human Rights Watch loue le fait qu'Abdel Jalil ait « très bien pris position » contre les arrestations arbitraires et les détentions prolongées sans procès : « Il a critiqué en public les agences de sécurité qui continuent de maintenir en détention des prisonniers qui ont été acquittés par les tribunaux ». Dans un document publié en novembre 2010, Amnesty International affirme qu'Abdel Jalil a « publiquement appelé à ce que soient relâchés » les prisonniers acquittés mais maintenus en détention, mais que l'Agence de Sécurité interne « refuse d'obtempérer ». Amnesty International rapporte en outre qu'Abdel Jalil indique qu'il ne peut pas ordonner une investigation sur les abus commis par l'Agence, les agents de celle-ci bénéficiant d'une immunité. Le ministre de l'Intérieur, seul habilité à lever cette immunité, aurait refusé à plusieurs reprises de le faire, selon Abdel Jalil. Amnesty International le décrit comme « à peu près le ministre le plus indépendant d'esprit du gouvernement, et l'un de ceux capables de dénoncer les abus et critiquer les services de sécurité » Human Rights Watch effectue le même constat.
En janvier 2010, il tente une première fois de démissionner après le refus de la Sécurité intérieure de libérer 300 prisonniers. « À la réunion annuelle du Congrès général du peuple retransmise à la télévision d'État, il présente publiquement sa démission, affirmant ne pas être en mesure de libérer des prisonniers innocents d'Abou Salim en raison des “entraves” au sein de l'appareil d'État ». Sa démission est refusée par le colonel Kadhafi.

### Révolte libyenne et présidence du CNT
Le 21 février 2011, alors qu'éclate une insurrection contre le gouvernement, Abdel Jalil démissionne pour protester contre la répression armée à l'encontre des manifestants,.
Le 23 février 2011, dans une interview accordée au quotidien suédois Expressen, Moustapha Abdel Jalil affirme que concernant l'attentat de Lockerbie le 21 décembre 1988 « Kadhafi a donné personnellement ses instructions au Libyen Adbelbaset Ali al-Megrahi ».
Il est désigné comme président du Conseil national intérimaire de transition de la Libye (CNT) le 5 mars 2011, par les conseils dirigeants des villes libyennes tenues par l'opposition,. Il déclara alors souhaiter l'instauration d'« un État libre, démocratique, fondé sur des institutions gouvernementales sans caractère ni nature religieux ». En septembre, toutefois, il déclara à un rassemblement de milliers de personnes sur la Place des Martyrs à Tripoli qu'un « islam modéré », rejetant toute « idéologie extrémiste de droite ou de gauche », serait « la principale source de la législation » dans le nouvel État. Le discours visait, selon The Guardian, à répondre aux craintes concernant des divisions entre laïcs et conservateurs islamistes parmi les rebelles.
Début mars 2011, le gouvernement de Kadhafi promet 500 000 dinars (environ 300 000 euros) pour sa capture,.
En avril 2011, Abdel Jalil écrit au journal français Le Monde pour exposer les objectifs et les espoirs des rebelles libyens:
« Nous avons constitué des comités locaux, puis un Conseil national de transition, pour conduire à son terme notre lutte sans retour, faire naître une première démocratie et administrer notre pays exsangue en attendant le jour où toutes les femmes et tous les hommes de Libye pourraient, débarrassés de Kadhafi et de sa famille, s'exprimer enfin au grand jour à travers des élections générales, transparentes et libres. »
Exprimant sa reconnaissance envers les « avions occidentaux » pour avoir « sauv[é] Benghazi du bain de sang que lui jurait le dictateur », il ajoute, en réponse au plan de paix proposé par l'Union africaine :
« La communauté internationale, sauf à se déjuger, doit continuer à nous venir en aide, pas seulement grâce aux avions mais sous forme aussi d'équipements et d'armements. Qu'on nous octroie les moyens de nous libérer, et nous étonnerons le monde : Kadhafi n'est fort que de notre jeunesse et de notre faiblesse de départ ; c'est un tigre de papier ; attendez, et vous verrez. Il serait injuste, il serait fatal, sous prétexte de cette faiblesse de départ, de vouloir nous sacrifier sur l'autel d'une paix presque sans conditions. »
À la suite de la prise de Tripoli par les rebelles, en août 2011, il menace de démissionner de la tête du CNT pour protester contre les éventuels actes de vengeance en déclarant « j'appelle tous les Libyens à faire preuve de retenue et à respecter les biens et les vies humaines, en s'abstenant de s'arroger le droit de rendre eux-mêmes la justice. ».
Le 23 octobre 2011 à Benghazi, il proclame la « libération » de la Libye, menant officiellement fin à la guerre civile qui durait depuis huit mois. Le même jour, au cours de la même cérémonie, il proclame l'instauration de la Charia.

### L'après-Kadhafi
Le 6 mars 2012, à la suite de la proclamation d'autonomie de la Cyrénaïque, Moustafa Abdel Jalil accuse certains pays arabes de soutenir la « sédition ».
Le 8 août 2012, au cours de la séance d'installation du Congrès général national, il transmet solennellement le pouvoir au doyen de celui-ci, Mohammed Ali Salim.